# یواس‌اس میسیسیپی (۱۸۴۱)
یواس‌اس میسیسیپی (۱۸۴۱) (به انگلیسی: USS Mississippi (1841)) یک کشتی بود که طول آن ۲۲۹ فوت (۷۰ متر) بود. این کشتی در سال ۱۸۴۲ ساخته شد.